# Vila-sacra
Vila-sacra (spanisch Vilasacra) ist eine katalanische Gemeinde (municipio) mit 811 Einwohnern (Stand: 2024) in der Provinz Girona im Nordosten Spaniens. Sie liegt in der Comarca Alt Empordà. 

## Lage
Vila-sacra liegt etwa 33 Kilometer nordnordöstlich von Girona am Río Manol unterhalb des Bergzuges Baga d’en Ferran auf einer Höhe von ca. 15 m. 

## Bevölkerungsentwicklung
| Jahr      | 1960 | 1970 | 1981 | 1991 | 2001 | 2011 | 2021 |
| Einwohner | 414  | 494  | 385  | 414  | 405  | 672  | 765  |

## Sehenswürdigkeiten
- Reste der Burganlage aus dem 11. Jahrhundert
- Stefanskirche aus dem 13. Jahrhundert

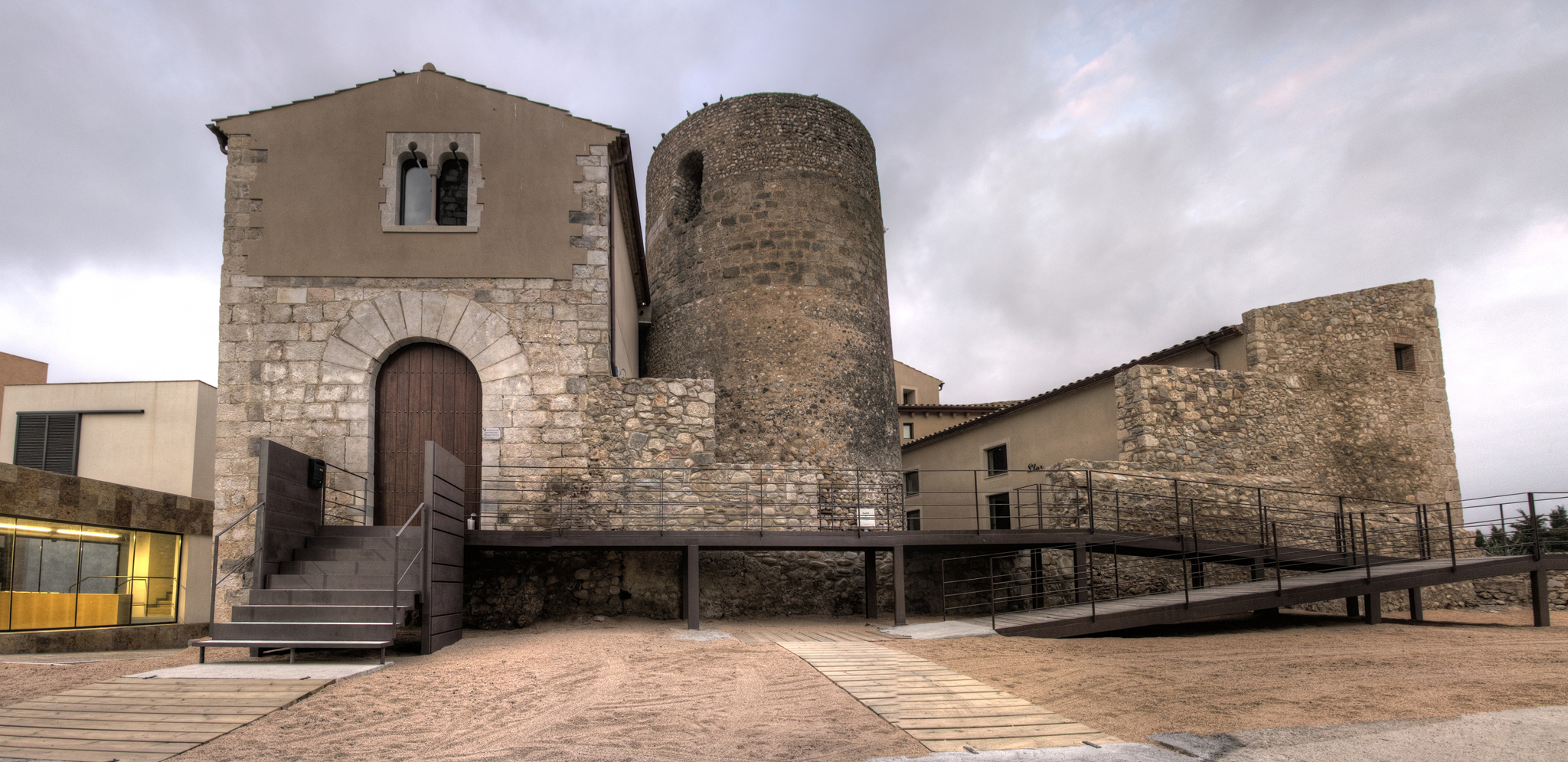
Reste der Burganlage
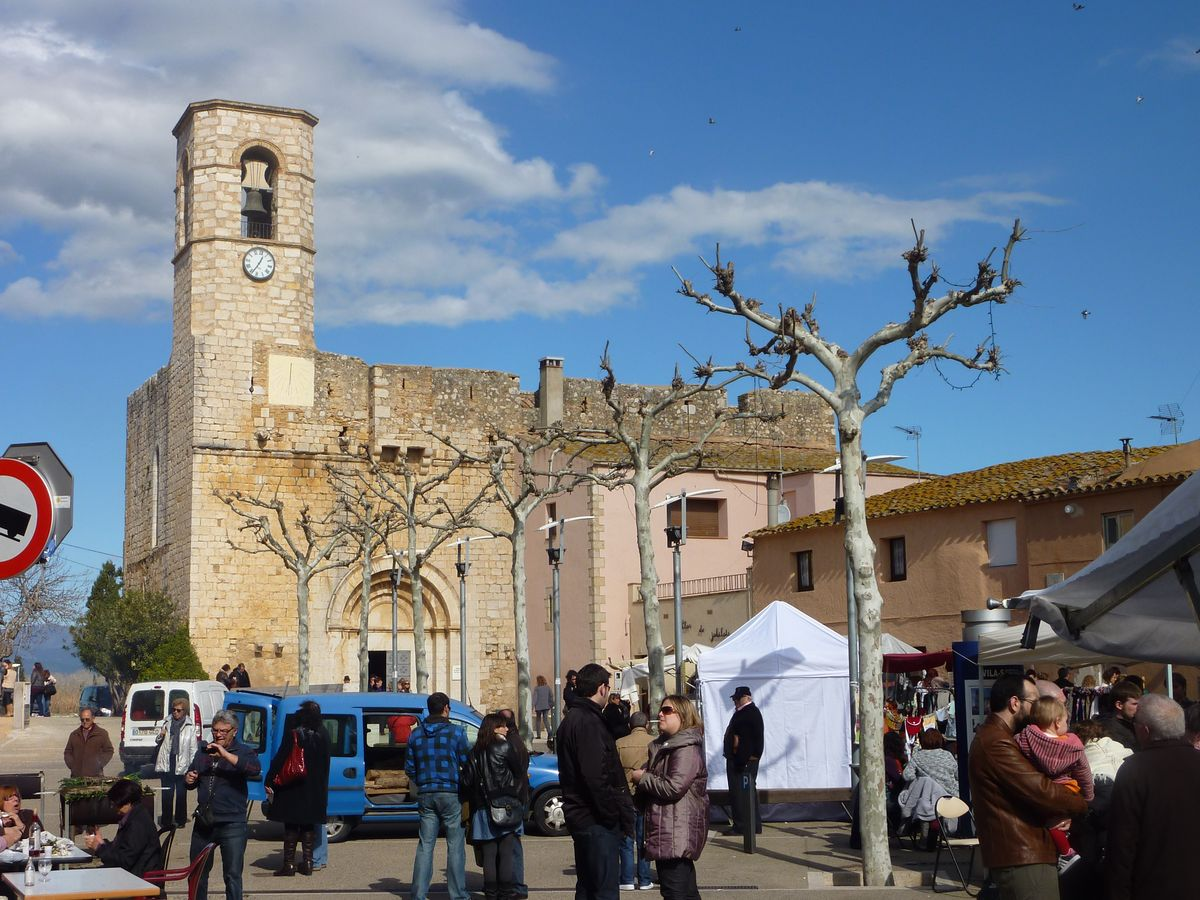
Stefanskirche